# Jesús Marimón
Jesús David Marimón Báez (María La Baja, Bolívar, Colombia; 9 de septiembre de 1998) es un futbolista colombiano. Juega de mediocampista y actualmente es agente libre.

## Selección Colombia
| Torneo              | Sede     | Resultado    | Partidos | Goles |
| ------------------- | -------- | ------------ | -------- | ----- |
| Sudamericano Sub-17 | Paraguay | Segunda fase | 9        | 0     |

## Clubes
| Club               | País      | Año         |
| ------------------ | --------- | ----------- |
| Once Caldas        | Colombia  | 2015 - 2018 |
| Mouscron           | Bélgica   | 2018 - 2019 |
| Patriotas Boyacá   | Colombia  | 2019        |
| Mineros de Guayana | Venezuela | 2021 - 2022 |
| Los Chankas        | Perú      | 2022        |
| Deportes Quindío   | Colombia  | 2023        |

## Estadísticas
| Club                           | Div              | Temporada        | Liga  | Liga  | Copa Nacional * | Copa Nacional * | Copa Internacional ** | Copa Internacional ** | Total | Total | Prom. · |
| Club                           | Div              | Temporada        | Part. | Goles | Part.           | Goles           | Part.                 | Goles                 | Part. | Goles | Prom. · |
| ------------------------------ | ---------------- | ---------------- | ----- | ----- | --------------- | --------------- | --------------------- | --------------------- | ----- | ----- | ------- |
| Once Caldas · Colombia         | 1.ª              | 2015             | 11    | 0     | 2               | 0               | 0                     | 0                     | 13    | 0     | 0,00    |
| Once Caldas · Colombia         | 1.ª              | 2016             | 20    | 1     | 3               | 0               | 0                     | 0                     | 23    | 1     | 0,07    |
| Once Caldas · Colombia         | 1.ª              | 2017             | 15    | 0     | 3               | 0               | 0                     | 0                     | 18    | 0     | 0,00    |
| Once Caldas · Colombia         | 1.ª              | 2018             | 6     | 0     | 2               | 0               | 0                     | 0                     | 8     | 0     | 0,00    |
| Once Caldas · Colombia         | Total            | Total            | 52    | 1     | 10              | 0               | 0                     | 0                     | 62    | 1     | 0,02    |
| Patriotas Boyacá · Colombia    | 1.ª              | 2019             | 2     | 0     | 0               | 0               | 0                     | 0                     | 2     | 0     | 0,00    |
| Patriotas Boyacá · Colombia    | Total            | Total            | 2     | 0     | 0               | 0               | 0                     | 0                     | 2     | 0     | 0,00    |
| Mineros de Guayana · Venezuela | 1.ª              | 2021             | 14    | 0     | 0               | 0               | 0                     | 0                     | 14    | 0     | 0,00    |
| Mineros de Guayana · Venezuela | Total            | Total            | 14    | 0     | 0               | 0               | 0                     | 0                     | 14    | 0     | 0,00    |
| Los Chankas · Perú             | 2.ª              | 2022             | 6     | 0     | 0               | 0               | 0                     | 0                     | 6     | 0     | 0,00    |
| Los Chankas · Perú             | Total            | Total            | 6     | 0     | 0               | 0               | 0                     | 0                     | 6     | 0     | 0,00    |
| Total en carrera               | Total en carrera | Total en carrera | 74    | 1     | 10              | 0               | 0                     | 0                     | 84    | 1     | 0,01    |

## Palmarés

### Títulos internacionales
| Título           | Equipo                    | Sede     | Año  |
| ---------------- | ------------------------- | -------- | ---- |
| en Suramericanos | Selección Colombia Sub-17 | Santiago | 2014 |